# باسكال فوجير
باسكال فوجير (بالفرنسية: Pascal Fugier)‏ (22 سبتمبر 1968 في غويلهيراند) لاعب كرة قدم فرنسي معتزل كان يجيد اللعب في خط الدفاع .

## روابط خارجية
- باسكال فوجير على موقع قاعدة بيانات كرة القدم.إي يو (الإنجليزية)
- باسكال فوجير على موقع ليكيب (الفرنسية)
- باسكال فوجير على موقع عالم كرة القدم.نت (الإنجليزية)